# Левангер
Левангер (норв. Levanger) — коммуна в губернии Нур-Трёнделаг в Норвегии. Административный центр коммуны — город Левангер. Официальный язык коммуны — нейтральный. Население коммуны на 2007 год составляло 18 355 чел. Площадь коммуны Левангер — 645,35 км², код-идентификатор — 1719.
Является членом движения «Медленный город» (итал. Cittaslow).

## История населения коммуны
Население коммуны за последние 60 лет.

Статистика коммуны Левангер